# Sound of White Noise
Sound of White Noise je šesté řadové album kapely Anthrax. Kapela na něm přešla z thrash metalu na alternativní metal. Album bylo vydáno 25. května 1993 vydavatelstvím Elektra Records. Jedná se o první album, které nazpíval John Bush, poté co v roce 1992 z Anthrax odešel Joey Belladonna, dále v roce 1995 odešel ze skupiny i kytarista Dan Spitz.

## Seznam skladeb
1. Potters Field
2. Only
3. Room for One More
4. Packaged Rebellion
5. Hy Pro Glo
6. Invisible
7. 1000 Points of Hate
8. Black Lodge
9. C11 H17 N2 O2 S Na
10. Burst
11. This is Not an Exit

## Sestava
- John Bush – zpěv
- Dan Spitz – kytara
- Scott Ian – kytara
- Frank Bello – baskytara
- Charlie Benante – bicí